# Unterseeboot 445
L'Unterseeboot 445 ou U-445 était un U-Boot type VIIC utilisé par la Kriegsmarine pendant la Seconde Guerre mondiale.
Le sous-marin est commandé le 6 août 1940 à Dantzig (Schichau-Werke), sa quille posée le 9 avril 1941, il est lancé le 19 mars 1942, et mis en service le 30 mai 1942, sous le commandement de l'Oberleutnant zur See Heinz-Konrad Fenn.
L'U-445 n'endommage ni ne coule aucun navire au cours des neuf patrouilles (276 jours en mer) qu'il effectue.
Le sous-marin a participé à six combats de groupe (meutes).
Il coule dans le Golfe de Gascogne de l'attaque d'un navire de guerre britannique en août 1944.

## Conception
Unterseeboot type VII, l'U-445 avait un déplacement de 769 tonnes en surface et 871 tonnes en plongée. Il avait une longueur totale de 67,10 m, un maître-bau de 6,20 m, une hauteur de 9,60 m, et un tirant d'eau de 4,74 m. Le sous-marin était propulsé par deux hélices de 1,23 m, deux moteurs diesel Germaniawerft M6V 40/46 de 6 cylindres en ligne de 1400 cv à 470 tr/min, produisant un total de 2 060 à 2 350 kW en surface et de deux moteurs électriques AEG GU 460/8-276 de 375 cv à 295 tr/min, produisant un total 550 kW, en plongée. Le sous-marin avait une vitesse en surface de 17,7 nœuds (32,8 km/h) et une vitesse de 7,6 nœuds (14,1 km/h) en plongée. Immergé, il avait un rayon d'action de 80 milles marins (150 km) à 4 nœuds (7,4 km/h; 4,6 milles par heure), et pouvait atteindre une profondeur de 230 m. En surface son rayon d'action était de 8 500 milles nautiques (soit 15 700 km) à 10 nœuds (19 km/h). 
L'U-445 était équipé de cinq tubes lance-torpilles de 53,3 cm (quatre montés à l'avant et un à l'arrière) qui contenait quatorze torpilles. Il était équipé d'un canon de 8,8 cm SK C/35 (220 coups) et d'un canon antiaérien de 20 mm Flak. Il pouvait transporter 26 mines TMA ou 39 mines TMB. Son équipage comprenait 4 officiers et 40 à 56 sous-mariniers.

## Historique
Il sert dans la 8. Unterseebootsflottille (flottille d'entrainement) jusqu'au 31 octobre 1942, dans la 6. Unterseebootsflottille jusqu'à sa perte. 
Sa première patrouille est précédée d'un bref passage à Kiel. Sa patrouille au départ de Kristiansand se passe dans l'Atlantique Nord, entre les Îles Féroé et les Îles Shetland. Il arrive à Saint-Nazaire, en France occupée, le 3 janvier 1943.
Sa deuxième patrouille le conduit au nord des Açores et à l'ouest de Gibraltar.
Sa troisième patrouille d'une durée réduite de quatre jours se passe sans fait notable.
Sa quatrième patrouille, de 68 jours, est la plus longue de sa carrière. Il navigue près de la côte ouest de l'Afrique ainsi que plus au sud entre l'Amérique du Sud et l'Afrique.
Lors de sa cinquième patrouille, il est attaqué par un Handley Page Halifax du 58e escadron de la RAF à l'ouest du Golfe de Gascogne, le 2 janvier 1944. Cette attaque ne provoque aucun dommage, l'U-Boot continuant sa patrouille.
Lors de sa sixième patrouille, dans la soirée du 13 février 1944, l'U-445 attaque un destroyer à l'ouest de l'Irlande.
Le destroyer contre-attaque et l'U-445 est endommagé. Il rentre à Saint-Nazaire pour recevoir des réparations.
Sa septième sortie d'une durée de dix jours se cantonne au Golfe de Gascogne ; il la termine à La Pallice.
Lors de sa huitième patrouille, il transporte des munitions de Brest à Lorient. 
Sa carrière prend fin avec sa neuvième patrouille, au départ de Lorient pour la Norvège. Il coule le 24 août 1944 à la position 47° 21′ N, 5° 50′ O, par des charges de profondeur du destroyer d'escorte HMS Louis (K515) (en) au sud-ouest de Brest.
Les cinquante-deux membres d'équipage meurent dans cette attaque.

## Affectations
- 8. Unterseebootsflottille du 30 mai 1942 au 31 octobre 1942 (Période de formation).
- 6. Unterseebootsflottille du 1er novembre 1942 au 24 août 1944 (Unité combattante).

## Commandement
- Oberleutnant zur See Heinz-Konrad Fenn du 30 mai 1942 au 27 janvier 1944.
- Oberleutnant zur See Rupprecht Fishler, Graf von Treuberg du 27 janvier 1944 au 24 août 1944.

## Patrouilles
|       | Commandant                                 | Départ           | Départ       | Arrivée           | Arrivée      | Jours     | Succès |
| ----- | ------------------------------------------ | ---------------- | ------------ | ----------------- | ------------ | --------- | ------ |
|       | Oblt. Heinz-Konrad Fenn                    | 3 novembre 1942  | Kiel         | 5 novembre 1942   | Kristiansand | 3 jours   |        |
| 1     | Oblt. Heinz-Konrad Fenn                    | 8 novembre 1942  | Kristiansand | 3 janvier 1943    | St. Nazaire  | 57 jours  |        |
| 2     | Oblt. Heinz-Konrad Fenn                    | 7 février 1943   | St. Nazaire  | 27 mars 1943      | St. Nazaire  | 49 jours  |        |
| 3     | Oblt. Heinz-Konrad Fenn                    | 27 avril 1943    | St. Nazaire  | 30 avril 1943     | St. Nazaire  | 4 jours   |        |
| 4     | Oblt. Heinz-Konrad Fenn                    | 10 juillet 1943  | St. Nazaire  | 15 septembre 1943 | St. Nazaire  | 68 jours  |        |
|       | Oblt. Heinz-Konrad Fenn                    | 9 novembre 1943  | St. Nazaire  | 10 novembre 1943  | St. Nazaire  | 2 jours   |        |
| 5     | Oblt. Heinz-Konrad Fenn                    | 25 novembre 1943 | St. Nazaire  | 10 janvier 1944   | St. Nazaire  | 47 jours  |        |
| 6     | Oblt. Rupprecht Fishler, Graf von Treuberg | 1er février 1944 | St. Nazaire  | 27 février 1944   | St. Nazaire  | 27 jours  |        |
| 7     | Oblt. Rupprecht Fishler, Graf von Treuberg | 6 juin 1944      | St. Nazaire  | 15 juin 1944      | La Pallice   | 10 jours  |        |
| 8     | Oblt. Rupprecht Fishler, Graf von Treuberg | 12 août 1944     | La Pallice   | 17 août 1944      | Lorient      | 6 jours   |        |
| 9     | Oblt. Rupprecht Fishler, Graf von Treuberg | 22 août 1944     | Lorient      | 24 août 1944      | Coulé        | 3 jours   |        |
| Total | Total                                      | Total            | Total        | Total             | Total        | 276 jours | 0 t    |

Note : Oblt. = Oberleutnant zur See

### Rudeltaktik
L'U-445 prit part à six Rudeltaktik (meutes de loup) durant sa carrière opérationnelle.
- Drachen (22 novembre - 3 décembre 1942)
- Panzer (3-9 décembre 1942)
- Büffel (9-15 décembre 1942)
- Ungestüm (15-25 décembre 1942)
- Robbe (16 février - 13 mars 1943)
- Igel 2 (6-14 février 1944)